# تور دوچرخه‌سواری پاریس–روبه
تور دوچرخه‌سواری پاریس–روبه (فرانسوی: Paris–Roubaix‎) یک تور دوچرخه‌سواری در فرانسه است.
این تور که از شهر پاریس شروع و در شهر روبه به پایان می‌رسد، از سال ۱۸۹۶ تاکنون سالانه در یک روز انجام می‌شود.

## قهرمانی بر پایه کشور
| #  | کشور         | قهرمانی |
| -- | ------------ | ------- |
| ۱. | بلژیک        | ۵۵      |
| ۲. | فرانسه       | ۳۰      |
| ۳. | ایتالیا      | ۱۱      |
| ۴. | هلند         | ۶       |
| ۵. | سوئیس        | ۴       |
| ۶. | استرالیا     | ۲       |
| ۶. | آلمان        | ۲       |
| ۶. | جزیره ایرلند | ۲       |
| ۹. | لوکزامبورگ   | ۱       |
| ۹. | مولداوی      | ۱       |
| ۹. | سوئد         | ۱       |